# Allotrichoma filiforme
Allotrichoma filiforme är en tvåvingeart som beskrevs av Becker 1896. Allotrichoma filiforme ingår i släktet Allotrichoma och familjen vattenflugor. Inga underarter finns listade i Catalogue of Life.